# Aeropuerto de Begumpet
El Aeropuerto Begumpet (IATA: BPM, OACI: VOHY) es un aeropuerto ubicado a 8 km de Hyderabad, Telangana, India. Fue el aeropuerto comercial principal de la ciudad hasta el 23 de marzo de 2008, cuando fue reemplazado por el Aeropuerto Internacional Rajiv Gandhi. Hoy en día una base aérea de las Fuerzas Armadas de India es situada en el aeropuerto. Además, el aeropuerto sirve a vuelos VIP y privados.

## Historia

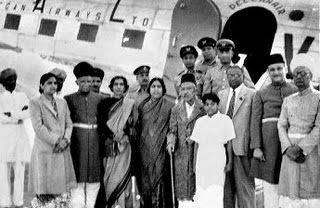
El nizam de Hyderabad antes de tomar su primer vuelo en un Dakota de su aerolínea.

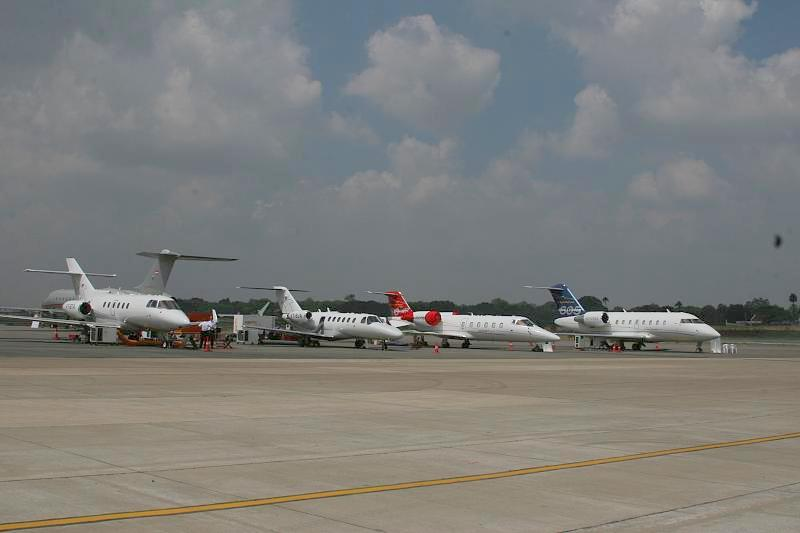
Aviones de negocios en la rampa.

El aeropuerto fue establecido en los años 1930 por el Aeroclub de Hyderabad. Luego, el nizam de Hyderabad estableció un base para su aerolínea Deccan Airways Limited en el aeropuerto.
Durante la Segunda Guerra Mundial, la Royal Air Force aprovechó el aeropuerto y construyó una escuela para entrenamiento. La RAF cerró su escuela y salió del aeropuerto en 1945.
En octubre de 1951, la Academia N°1 de las Fuerzas Armadas de India fue trasladada de Ambala a Begumpet.
En febrero de 2005, Lufthansa comenzó vuelos sin escala entre Hyderabad y Fráncfort del Meno. Estos eran los primeros vuelos directos de la ciudad a Europa. KLM Royal Dutch Airlines siguió en octubre con vuelos a Ámsterdam. (Ambas aerolíneas terminaron sus servicios después de trasladarse al nuevo aeropuerto.)

### Final de operaciones comerciales
Porque el aeropuerto Begumpet operaba a su capacidad máxima y no podría ser ampliado, el gobierno de la India permitió la construcción de otro aeropuerto para Hyderabad, ubicado 25 kilómetros (16 mi) de la ciudad en Shamshabad. La construcción de este aeropuerto, nombrado el Aeropuerto Internacional Rajiv Gandhi (RGIA), se inició en marzo de 2005 y se terminó en marzo de 2008.
Según el gobierno, no puede existir otro aeropuerto comercial dentro de 150 kilómetros (93 mi) de RGIA. Por esto, se tenían que terminar los vuelos comerciales en el aeropuerto Begumpet. Se finalizaron el 22 de marzo de 2008; el último vuelo fue operado por Singapore Airlines, saliendo a las 11.40 de la noche. El nuevo aeropuerto se abrió al siguiente día.
Había muchas protestas contra el cierre del aeropuerto Begumpet. El aeropuerto Begumpet fue operado por la Dirección de Aeropuertos de la India, pero RGIA es privado; por esto, los trabajos de los empleados del viejo aeropuerto eran amenazados. El 12 de marzo de 2008, 20 000 empleados se declararon en huelga contra los cierres del aeropuerto Begumpet y del aeropuerto existente en Bengaluru. Además, es mucha mayor la distancia entre la ciudad y el nuevo aeropuerto, haciendo difícil y caro el viaje al trabajo.

### Desarrollos recientes
En mayo de 2015, el Ministerio de Aviación Civil decidió devolver el aeropuerto Begumpet a las Fuerzas Armadas de India. Esto enojó a algunos empleados de la Dirección de Aeropuertos de la India, que sintieron que ahora nunca reanudarán los vuelos comerciales en Begumpet.